# Lojo
Lojo ['luːju] (finska: Lohja) är en stad och kommun i landskapet Nyland i Finland. Lojo har cirka 45 988 invånare och har en yta på 1 109,73 km², varav 91,78 km² eller 8,3 procent är vatten. Befolkningstätheten i Lojo är 49,82 invånare per kvadratkilometer. Lojo är en tvåspråkig stad med finska som majoritetsspråk och svenska som minoritetsspråk. Det är värt att notera att Lojo stad, juridiskt sett, inte skulle vara skyldig att räkna sig som en tvåspråkig kommun. De styrande i staden motiverar, bland annat, sitt ställningstagande med att den svenskspråkiga befolkningen har gamla anor i bygden och att tvåspråkigheten är en positiv faktor då man försöker locka nya invånare till staden. Lojo ligger nära huvudstadsregionen, och har ett bra vägnät. Det tar mindre än en timme att köra från Helsingfors till Lojo på E18, som är en av de viktigaste huvudförbindelserna i Lojo bredvid Riksväg 25.
Landskapet i Lojo kännetecknas av herrgårdar och trädgårdar. Området delas av Lojo-åsen, som utgör ett vattendrag för det största sjösystemet i Nyland, Lojo sjö; mestadels därför kallas Lojo också för "sjöstaden" (järvikaupunki).
Administrativt centrum är Lojo centraltätort, med 33 084 invånare (2017). Lojo tillhör Västra Nylands välfärdsområde.
Stadens tvåspråkig slogan är: Lohja - Järvikaupunki, Lojo - Insjöstaden.

## Historia

Lojo stads gamla vapen, togs ur bruk den 31 december 1996.

Lojo omnämns första gången såsom pastorat 1323. Dess tidiga betydelse markeras av Sankt Lars kyrka i stadens centrum, som är Finlands tredje största medeltidskyrka. Geografiskt har Lojo alltid utgjort ett naturligt centrum för denna trakt, vilket torde vara orsaken till att orten redan under medeltiden även var den kyrkliga verksamhetens vagga i västra Nyland.
Denna del av Lojo varur staden uppkommit ligger mitt i socknen, på en udde i Lojo sjö. Nämnda del av socknen kallades tidigare Kiviniemi och sedermera Lojo by (Lohjankylä), men i folkets mun var den mest känd under namnet Lojobacken (Lohjannummi). Redan under medeltiden hölls här vid Sankt Lars kyrka en betydande marknad, Larsmässan, en sedvänja som höll i sig in på 1800-talet.
Då näringslivet i slutet av nämnda århundrade blev friare grundades här ett antal handelsföretag, men den egentliga starten till ortens utveckling skedde i och med de i början av 1900-talet här grundade industrianläggningarna. Den av kammarherre Hjalmar Linder år 1906 startade sulfatcellulosafabriken var den första.
I början av 1900-talet flyttades marknadsplatsen Lojo salutorg från att ha legat vid Garvargatan till den nuvarande platsen vid Handelsgatan, Smedsgatan och Torggatan. På torget ligger röd gatsten av granit från Liessaari, den sattes i början av 1930-talet. Lojo salutorg utvidgades i början av 1960-talet när den gamla brandstationen vid torget revs.

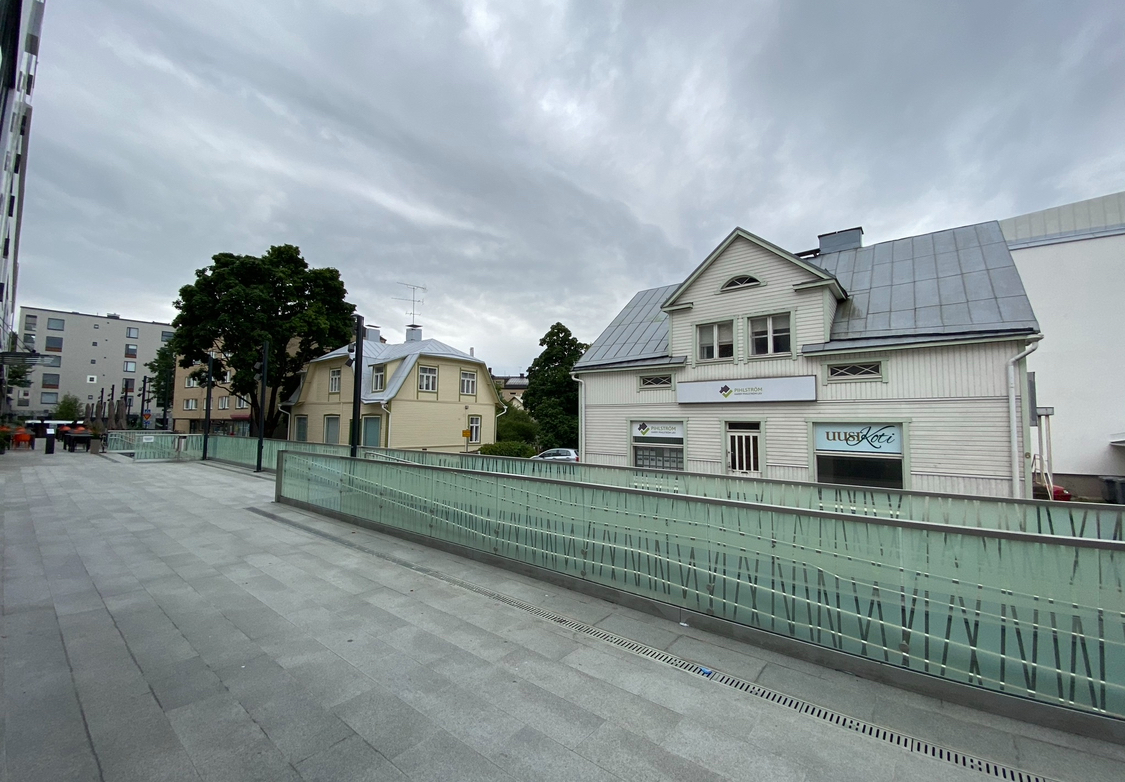
Vichtisgatan i Lojo centrum.

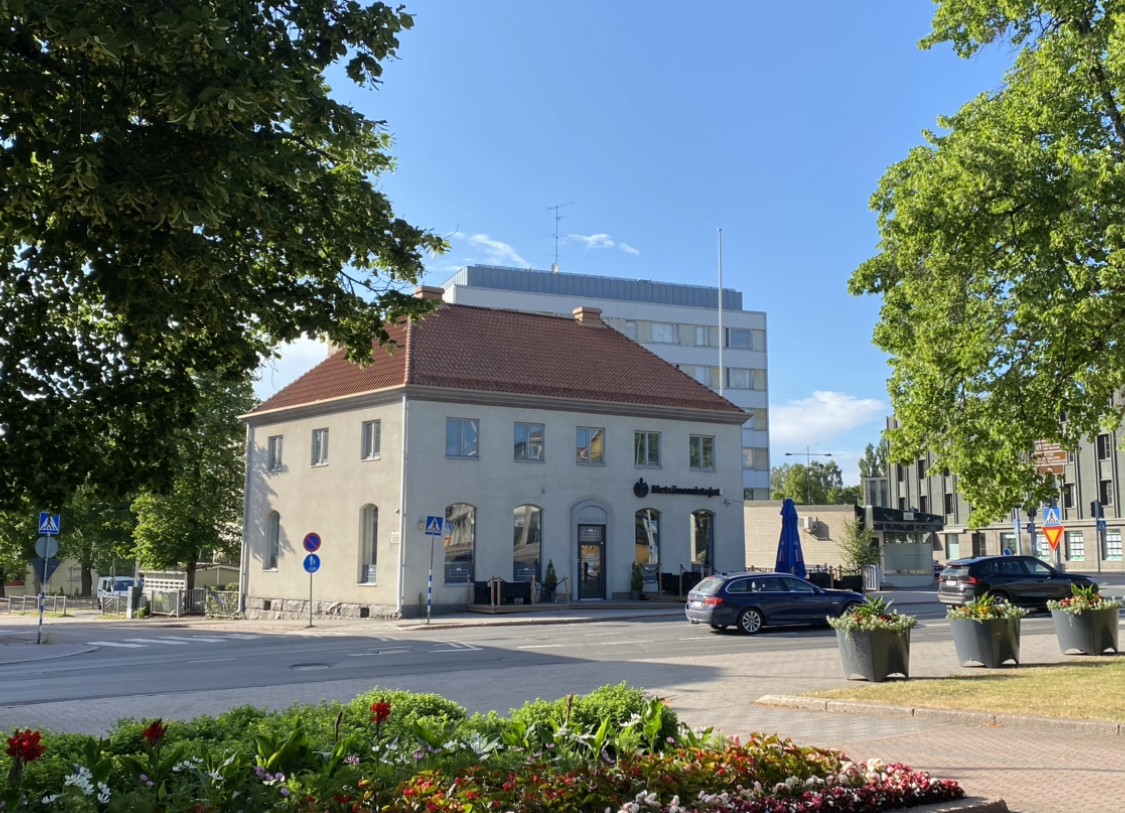
Byggnader i Lojo centrum.

Lojo utbröts 1926 som köping ur Lojo landskommun (senare Lojo kommun) och fick stadsrättigheter den 1 januari 1969. I Lojo stad och Lojo kommun hölls en folkomröstning om en sammanslagning av dessa två kommuner, vilken önskades av invånarna och den 1 januari 1997 uppstod den geografiskt mycket större Lojo stad.
Man valde att såsom stadsvapen använda sig av Lojo kommuns vapen (1952–1996), vilken symboliseras av ett i blått fält ett stolpvis ställt halster av silver, vars skaft på båda sidor åtföljs av en nötklase av guld. Halstret syftar på Sankt Lars huvudattribut och nötklasarna på traktens bördighet. Den gamla stadens vapen togs ur bruk.

### Kommunsammanslagning
År 2009 gick Sammatti ihop med Lojo stad. År 2013 lades också Karislojo och Nummi-Pusula kommuner samman med Lojo och därmed blev de Lojo stads stadsdelar. Ingå och Sjundeå bestämde sig att inte gå med i kommunsammanslagningen med Lojo.

### Lojo 700 år
Lojo fyllde 700 år 2023. Lojo omnämndes i skriftliga källor i 1323. Det finns bara tre äldre landskommuner i Finland i Egentliga Finland och bara en stad, Åbo, som är äldre enligt skriftliga källor.
Jublieumsårets huvudfest hölls från 10 till 13 augusti 2023. Bland annat Esbo stifts biskop Kaisamari Hintikka och några ministrar var inbjudna. Huvudfesten var ett utomhusevenemang där aktörer med rötter i Lojo och lokala aktörer uppträdde. Jubileumsåret firades också med en medeltida procession på samma sätt som i samband med Lojos 600-årsjubileum 100 år tidigare.
Jubileumsåret till ära restaurerades också ett parkområde i Virkby uppkallat efter Petter Forsström.
Jubileumslogotypen designades av Milja Viljamaa.

## Geografi

### Stadsdelar
Lojo stads officiella stadsdelar är:
| - 1 Anttila - 2 Ahtsalmi - 3 Pitkäniemi - 4 Hiidensalmi - 5 Prästgården - 6 Moisio - 7 Myllylampi - 8 Neitsytlinna - 9 Ojamo - 10 Ojamonkangas | - 11 Keskilohja - 12 Metsola - 13 Gunnars (fi: Gunnarla) - 14 Vienola - 15 Gruotila - 16 Pappilankorpi - 17 Jönsböle - 18 Kyrkstad - 19 Virkby (fi: Virkkala) - 20 Maksjoki | - 21 Vabby (fi: Vappula) - 22 Routiobacka (fi: Routio) - 23 Lempola - 24 Vendelä (fi: Ventelä) - 25 Bertbacka (fi: Perttilä) - 26 Muijala - 27 Röylä - 28 Fagernäs (fi: Paloniemi) - 29 Immula - 30 Gerknäs (fi: Kirkniemi) |

### Ortnamn
Några byar och bosättningsområden inom kommunen är Biskopsnäs (fi. Piispala), Gunnars (fi. Kunnarla), Hietais (fi. Hietainen), Hitis (fi. Hiittinen), Jönsböle (fi. Luttula), Karnais (fi. Karnainen), Kittfall (uttalas tjitt-, fi. Kittilä), Koskis (fi. Koski}, Kuckuberget (fi. Kukkumäki), Kyrkstad (fi. Kirkonkylä), Lilltötar (eller Yttertötar, fi. Vähä-Teutari), Lylyis (fi. Lylyinen), Mårbacka (fi. Maarpakka), Orsnäs (fi. Osuniemi), Paunis (fi. Pauni), Pullis (fi. Pulli) Skräddarla (fi. Skraatila), Skräddarskog (fi. Lieviö), Stortötar (fi. Iso-Teutari), Vabby (fi. Vappula), Valby (fi. Vallaa), Vejby (fi. Veijola), Vendelä (fi. Ventelä) och Vällans (fi. Välli). Här finns också udden Karkali udde (fi. Karkalinniemi).

### Herrgårdar
Aktilaby gård, Fagrenäs gård, Gerknäs gård, Hitis gård, Kyrkstad gård, Laxpojo gård, Ojamo gård, Stortötar gård, Vols gård, Wanberg gård

## Styre och politik
Petra Ståhl valdes som Lojo stadsdirektör av Lojo stadsfullmäktige år 2025. Tidigare arbetade Ståhl som stadsdirektör i Hangö. Pasi Perämäki är Lojos kommunchef. Kommunchefen övervakar kommunkommittén. Förutom kommunkommittén har Lojo ett kommunfullmäktige med 51 platser.

### Mandatfördelning i Lojo stad, valen 1976–2025
| 8 | 13 |  | 2 | 2 |  | 8 |

| 8 | 13 |  |  |  |  | 10 |

| 6 | 14 | 2 |  |  | 11 |

| 6 | 15 |  |  |  | 11 |

| 6 | 13 | 3 | 3 |  |  | 8 |

| 6 | 19 |  | 4 | 4 | 3 |  | 12 |

| 8 | 16 | 3 | 5 | 6 |  | 11 |

| 8 | 17 | 3 | 4 | 4 | 3 |  | 11 |

| 30 | 21 |

| 7 | 14 | 6 | 3 |  | 4 |  |  | 14 |

| 30 | 21 |

| 6 | 12 | 5 | 3 | 7 | 5 |  |  | 11 |

| 27 | 24 |

| 6 | 12 | 7 | 3 | 6 | 5 |  |  | 10 |

| 28 | 23 |

| 4 | 11 | 6 | 4 | 8 | 4 |  |  | 11 |

| 25 | 26 |

| 4 | 14 | 5 | 5 | 4 | 4 |  |  | 12 |

| 25 | 26 |

### Vänorter
Lojo har följande vänorter:
- Ringerike kommun, Norge
- Sjtjolkovo, Ryssland
- Skagaströnd, Island
- Växjö kommun, Sverige
- Åbenrå kommun, Danmark

Förutom dessa är Lidingö kommun i Sverige fadderstad.

### Nationell nivå

#### Riksdagsval år 2015
Resultatet av riksdagsvalet i Finland 2015 i Lojo:
- Socialdemokraterna  25,5 %
- Sannfinländarna  22,9 %
- Samlingspartiet  16,5 %
- Centern i Finland  12,9 %
- Gröna förbundet  7,2 %
- Vänsterförbundet  5,9 %
- Svenska folkpartiet  3,1 %
- Kristdemokraterna 3,1 %

## Ekonomi och infrastruktur

### Näringsliv
Industrierna har en stor betydelse för Lojo och staden har växt fram i huvudsak tillsammans med gruv- och skogsindustrin. Gustav Vasa gav redan 1542 Erik Joakimsson Fleming rättigheter att bryta järnmalm i Ojamo i Lojo och dess gruva sägs vara Finlands första och verkade ända fram till 1862, om med många avbrott dessemellan. Järnmalmen i Lojo-nejden är dock av dålig kvalité, så det senaste århundradet, alltsedan 1897, har man istället brutit kalk och gör så ännu idag under namnet Nordkalk Oyj Abp, med huvudkontor i Pargas. 1959 grundades även Oy Minerit Ab, vilken tillverkar byggnadsmaterial och Abetoni Oy som i sin tur tillverkar betongelement.
Skogsindustrin har också långa anor, med den år 1906 startade sulfatcellulosafabriken, som numera har företagsnamnet Loparex Oy, i nejden finns även M-reals pappersfabrik, som öppnade sina portar 1966. Man har specialiserat sig papper för tidskrifter, veckotidningar och dylikt. Dessutom driver Metsäliitto-koncernen och UPM Oy varsin fabrik i kommunen.
Den finländska kontraktstillverkaren Elcoteq har sitt ursprung i Lojo, men då man från och med 1 januari 2008 flyttade huvudkontoret från Esbo till Luxemburg upphörde också all industriell tillverkning i Lojo och görs numera enbart i industriella låglöneländer.

### Kommunikationer

#### Vägar
E18 (Riksväg 1) går såsom motorväg från Esbo via Lojo till Åbo. Den sista motorvägssträckan, till Muurla från Lojoåsen à 65 km, öppnades för allmänheten i januari 2009 (sträckan Lojo–Lojoåsen blev färdig 2005). Motorvägsbygget var vid tidpunkten ett av Finlands största byggnadsprojekt.

#### Järnvägar

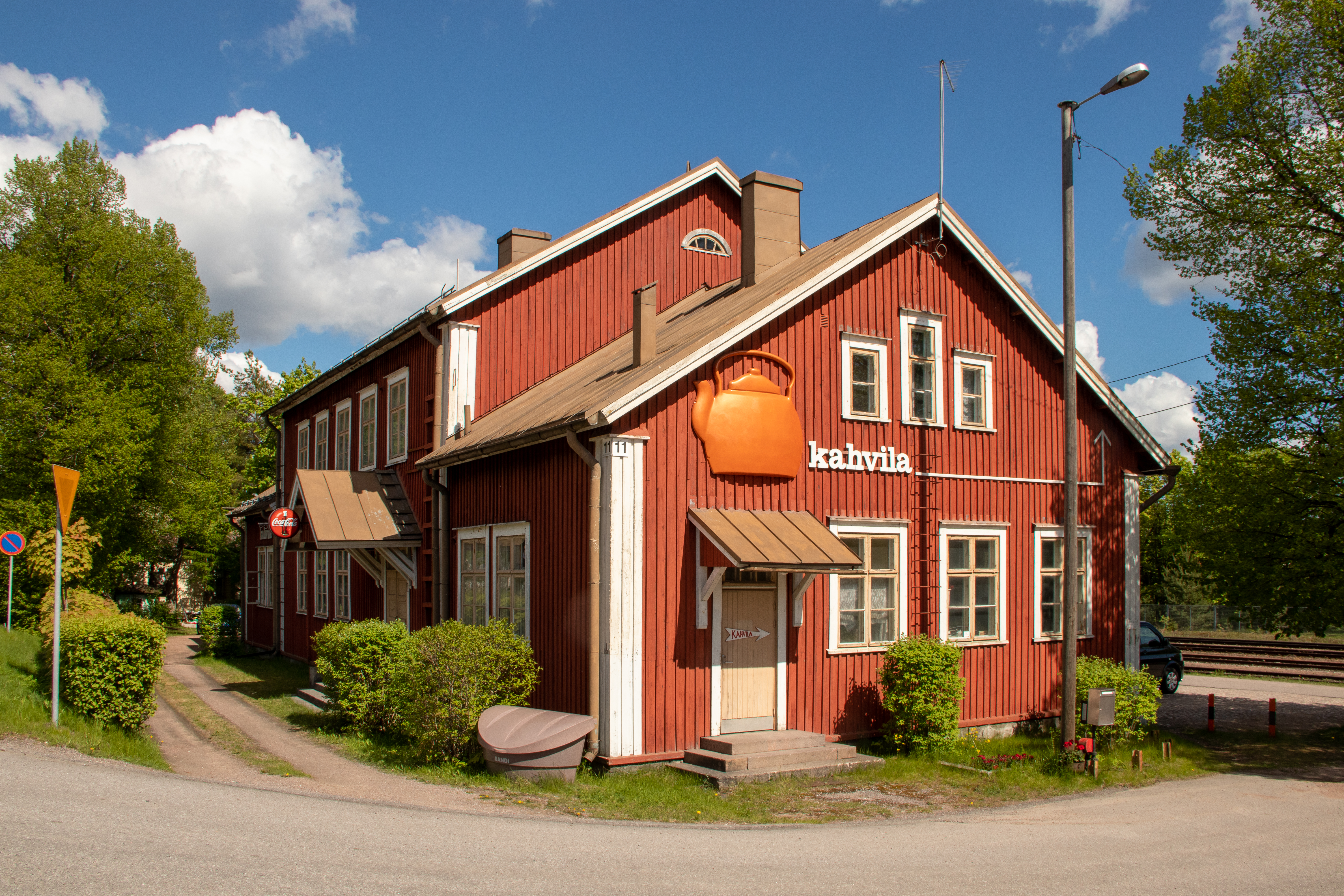
Lojo järnvägsstation i Vendelä

Hyvinge-Karis-banan passerar Lojo. Bansträckningen, där det går godstrafik, är 99 km lång, enkelspårig och inte ännu elektrifierad. Framöver är det meningen att Lojo ska få en öst-västlig järnvägssträckning, den så kallade ESA-banan (tidigare ELSA-banan) från Esbo via Lojo till Salo, vilket innebär att det bara ska ta 24 minuter från Lojo station till Esbo och 41 minuter till Helsingfors centrum, men såsom med många andra järnvägsprojekt är detta bara på idéstadiet ännu. En utredning om olika alternativ presenterades år 2019.

## Befolkning

### Befolkningsutveckling
| Befolkningsutvecklingen i Lojo stad 1975–2020                                                                | Befolkningsutvecklingen i Lojo stad 1975–2020 | Befolkningsutvecklingen i Lojo stad 1975–2020 | Befolkningsutvecklingen i Lojo stad 1975–2020 | Befolkningsutvecklingen i Lojo stad 1975–2020 |
| --- | --------------------------------------------- | --------------------------------------------- | --------------------------------------------- | --------------------------------------------- |
| |                                               |                                               |                                               |                                               |
| År |                                               |                                               | Folkmängd                                     |                                               |
| 1975 | 1975                                          |                                               | 36 737                                        |                                               |
| 1980 | 1980                                          |                                               | 37 610                                        |                                               |
| 1985 | 1985                                          |                                               | 39 754                                        |                                               |
| 1990 | 1990                                          |                                               | 41 632                                        |                                               |
| 1995 | 1995                                          |                                               | 42 499                                        |                                               |
| 2000 | 2000                                          |                                               | 43 786                                        |                                               |
| 2005 | 2005                                          |                                               | 45 361                                        |                                               |
| 2010 | 2010                                          |                                               | 47 341                                        |                                               |
| 2015 | 2015                                          |                                               | 47 353                                        |                                               |
| 2020 | 2020                                          |                                               | 45 886                                        |                                               |
| Anm: Uppgifterna avser förhållandena den 31 december nämnda år enligt områdesindelningen den 1 januari 2022. |                                               |                                               |                                               |                                               |

### Religion

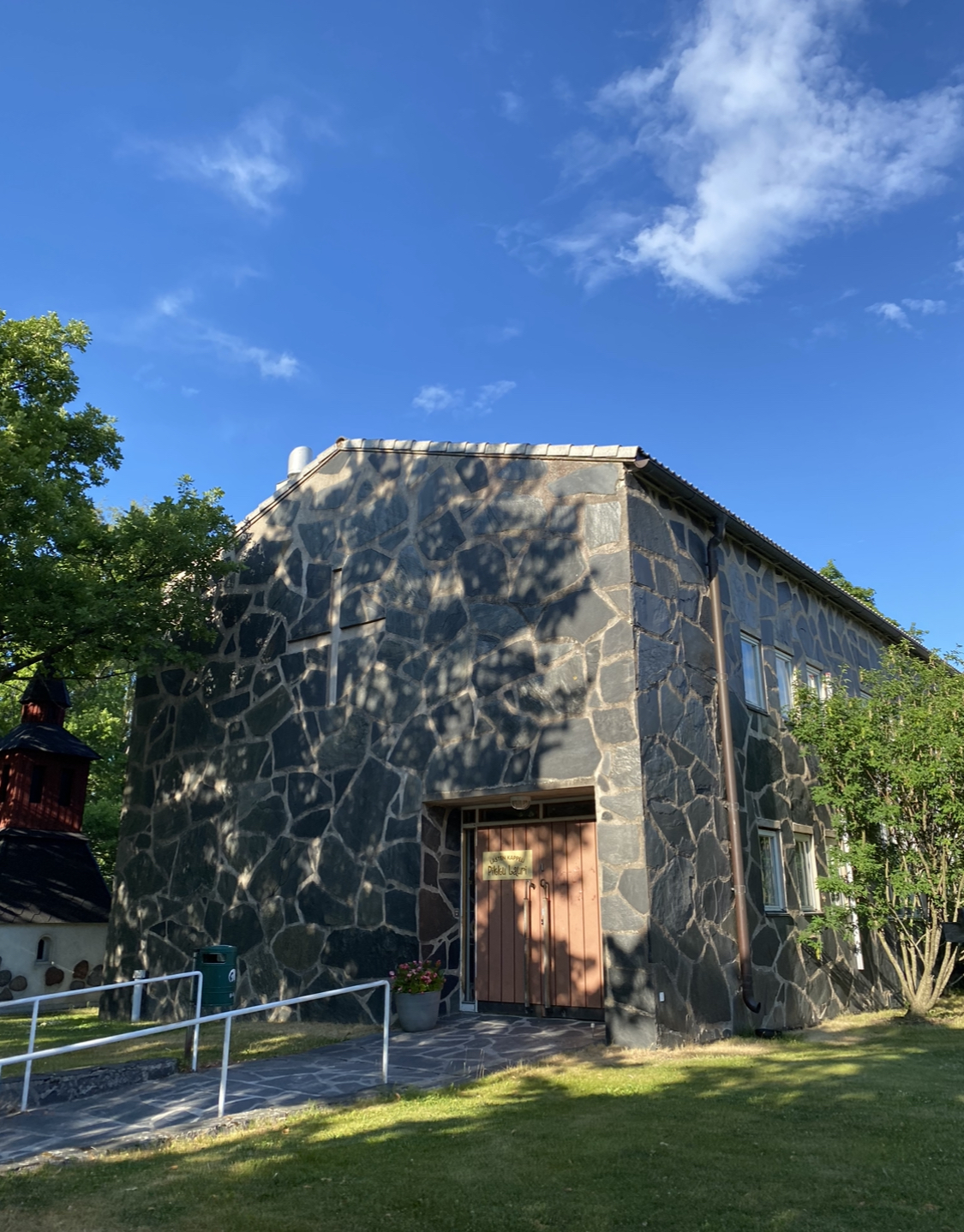
Lojo församlings kapell Lilla Lars invid Lojo församlingcentrum.

Cirka 70 % av lojoborna är medlemmar i Evangelisk-lutherska kyrkan i Finland. Lojo församling är en finskspråkig församling som också ordnar svenskspråkig verksamhet för sina cirka 1 500 svenskspråkiga medlemmar. Enligt årets 2018 delning finns det följande evangelisk-lutherska församlingar i Lojo
- Lojo församling
  - Karislojo områdesförsamling
  - Nummis områdesförsamling
  - Pusula områdesförsamling
  - Sammatti områdesförsamling

Också Helsingfors ortodoxa församling har verksamhet i Lojo och det finns en liten ortodox kyrka i stads centrum.
Andra kristna religionssamfund som finns i Lojo är adventistkyrkan, frikyrkan och pingstkyrkan.

#### Före detta församlingar och kyrkliga samfälligheter
Lista över före detta församlingar i Lojo:
- Karislojo församling
- Nummis församling
- Pusula församling
- Sammatti församling
- Lojo kyrkliga samfällighet
- Nummis och Pusula kyrkliga samfällighet

## Kultur

### Sevärdheter

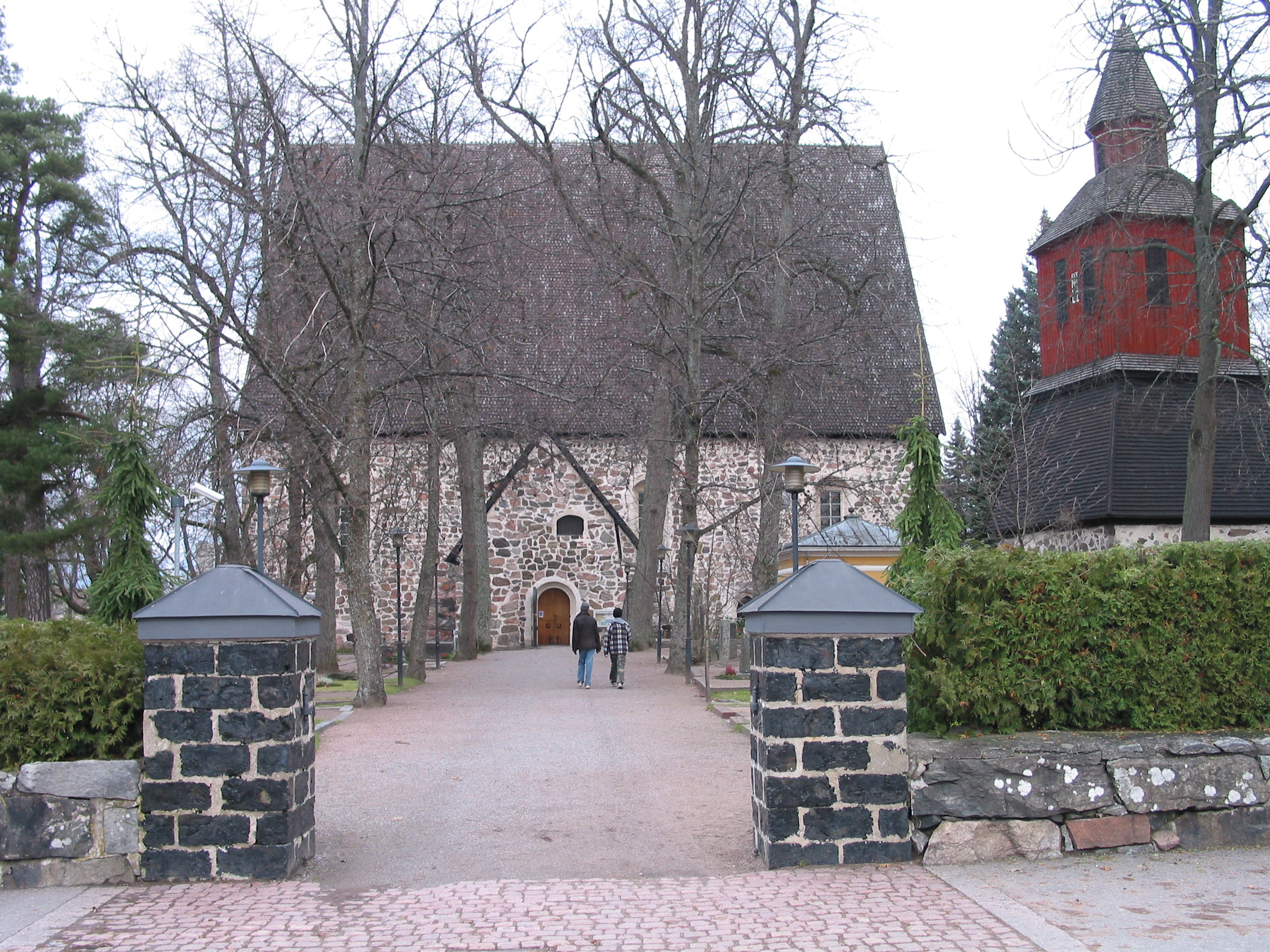
Lojo S:t Lars kyrka

De mest kända sevärdheterna i Lojo är den medeltida Lojo Sankt Lars kyrka och Tytyri gruvmuseum som ligger 80 meter under jord. Andra sevärdheter är till exempel Johannes Virolainens hemmuseum Vironperä och Karkali naturreservat.

#### Kyrkor
- Lojo S:t Lars kyrka
- Karislojo kyrka
- Kärkölä bykyrka
- Nummis kyrka
- Pusula kyrka
- Sammatti kyrka
- Alla Helgons ortodoxa bönehus Tsasouna

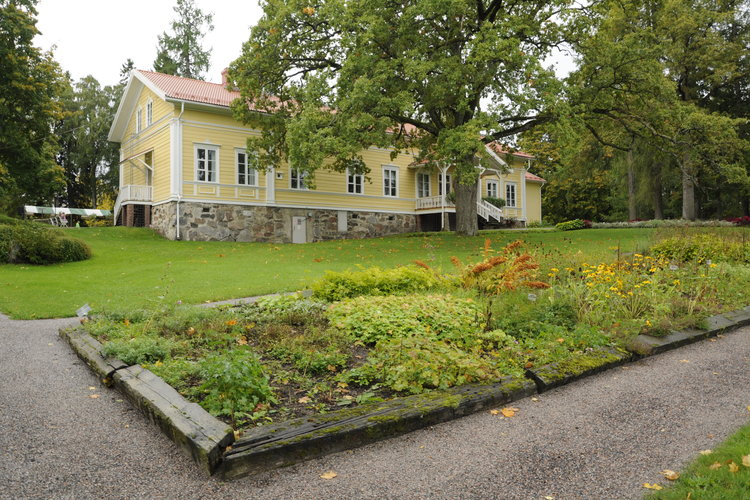
Lojo museums huvudbyggnad.

- Heliga Birgittas kapell

#### Museer
- Lojo museum
- Tytyri gruvmuseum
- Ärkebiskopens Karkali
- Kaarre krigsmuseum
- Aira Samulins Hyrsylän mutka
- Paikkari torp
- Johan Lohilampi-museet
- Kovela traktor- och jordbruksmuseum
- Nummis hembygdsmuseum
- Pusula hembygdsmuseum
- Ahjonsuu affärsmuseum
- Lammintalo - Elias Lönnrots ålderdomshem

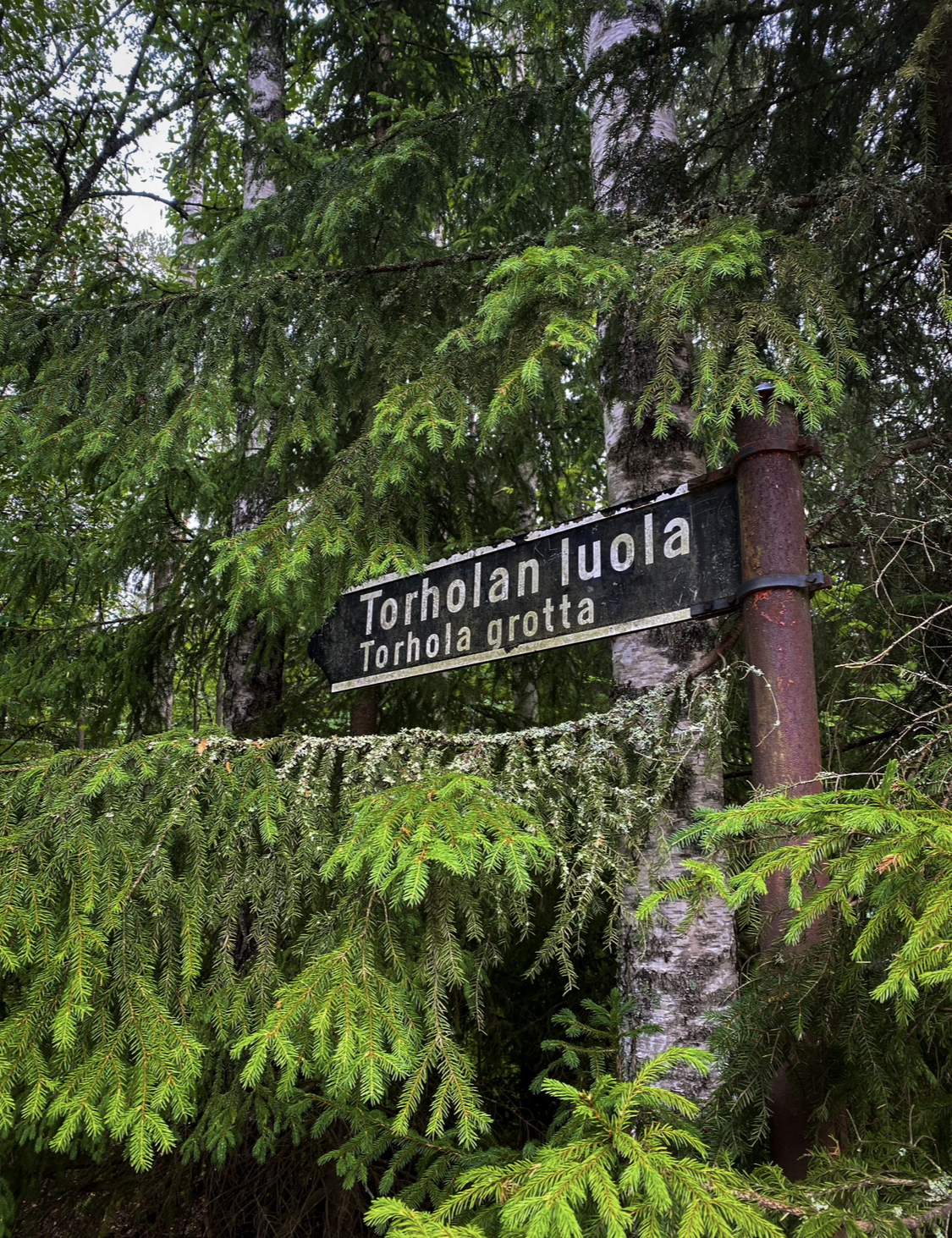
Vägsskylt till Torhola grotta.

- Kvarnen Töllin mylly

#### Natur och trädgårdar
- Arboretum Magnolia
- Karkali naturreservat
- Paavola eken och naturstig
- Alitalo äppelvingård
- Aurlax badstrand
- Lojosjön
- Liessaari och öns naturstig
- Lojoön
- Ikkala naturstig
- Karnais naturstig
- Torhola grotta
- Porla
- Talvia jättegryta
- Fagernäs naturstig

### Idrott
Trots att Lojo är en rätt liten stad, finns det ändå många idrottsföreningar i staden. Exempelvis Lohjan Jääankat (Lojos isankor) vars herrlag spelar ishockey i Finlands tredje division och Lohjan Salibandy (Lojo innebandy) vars herrlag spelar i Finlands första division. Många professionella snowboardåkare kommer ursprungligen från Lojo. Den största stoltheten inom sportvärlden från Lojo är dock Lohjan Rännimestarit (Lojos rännmästare) som tillhör den finska bowlingeliten.